# Juòus
Juòus (en francès Gioux) és una comuna (municipi) de França, a la regió de la Nova Aquitània, departament de la Cruesa.
La seva població al cens de 1999 era de 198 habitants. Està integrada a la Communauté de communes des Sources de la Cruesa.

## Demografia
| 1968 | 1975 | 1982 | 1990 | 1999 |
| ---- | ---- | ---- | ---- | ---- |
| 313  | 233  | 210  | 214  | 198  |

## Administració
| Període   | Identitat         | Partit |
| --------- | ----------------- | ------ |
| 2001-2008 | Régine Bonifas    |        |
| 2008-     | Mireille Grégoire |        |